# Achaïe (province romaine)

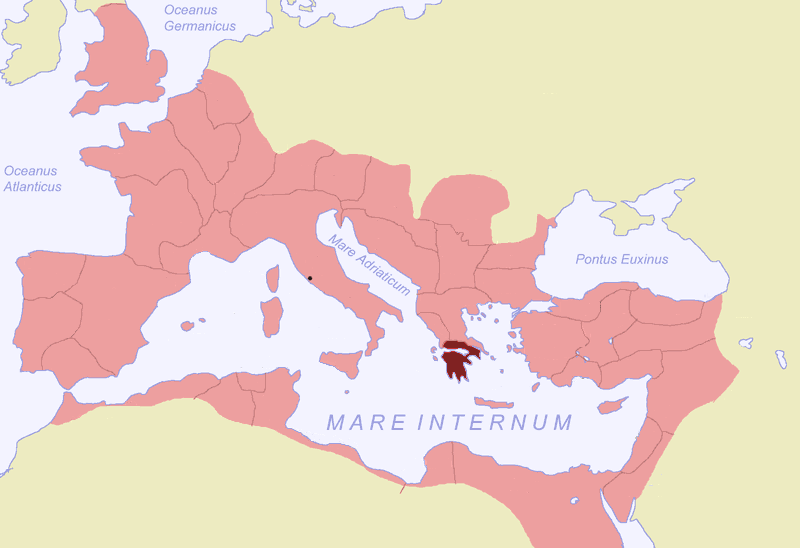

L’Achaïe est une province romaine comprenant le sud de la Grèce moderne, fondée en -27 lors de la réorganisation de l'Empire par Auguste après la période des guerres civiles.

## Contexte
La région a été soumise à la République romaine en 146 av. J.-C. après une campagne brutale, à la fin de laquelle la ville de Corinthe fut rasée par le général romain Lucius Mummius Achaicus ; la ligue achéenne, dernière confédération ayant conservé une certaine indépendance, fut dissoute. Une partie des cités fut soumise au tribut et placée sous l'autorité du promagistrat de Macédoine, tandis que les cités restées fidèles aux Romains ou neutres conservaient leur autonomie interne, mais ne pouvaient plus conduire de politique extérieure indépendante.
La situation changea au début du Ier siècle avec les guerres de Mithridate : de nombreuses cités grecques rallièrent Mithridate VI Eupator, le roi du Pont, dans l'espoir de se libérer de la tutelle romaine. La contre-attaque romaine menée par Sylla obligea Mithridate à battre en retraite et à abandonner la Grèce. Les Romains mirent à sac Athènes en 86 av. J.-C. et Thèbes l'année suivante. Les rétorsions romaines pour toutes les villes rebelles furent lourdes et les terribles campagnes militaires sur le territoire grec ont laissé le cœur de la Grèce centrale en ruines.
Après la défaite de Marc Antoine et Cléopâtre en 31 av. J.-C., l'Empereur Auguste réorganisa les provinces romaines et créa la province sénatoriale d'Achaïe.

## Histoire

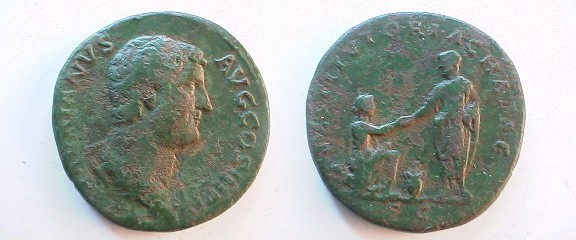
Pièce de monnaie de l'époque d'Hadrien célébrant la province d'Achaïe.

Au cours du siècle et demi, la Grèce se reconstruisit lentement, et culmina pendant le règne de l'empereur philhellène Hadrien (117-138). Avec le savant grec Hérode Atticus, Hadrien entreprit un vaste programme de reconstruction, embellissant Athènes et restaurant de nombreuses villes grecques abîmées ou en ruine.

## Économie
Le cuivre, le plomb et le fer ont été exploités dans l'Achaïe, quoique la production ne soit pas aussi grande que celle de mines d'autres secteurs contrôlés par les Romains, comme celle du Norique, de la Bretagne et de la province d’Hispanie. 
Le marbre des carrières grecques était une marchandise de valeur.
Les esclaves grecs instruits étaient beaucoup demandés à Rome comme médecins ou précepteurs. 
L’Achaïe produisait aussi de l’artisanat de luxe, comme des meubles, des poteries, de la cosmétique et des tissus de lin. Les olives grecques et l'huile d'olive ont été exportées dans tout l'Empire.